# Dilador Borges
Dilador Borges Damasceno (Itapagipe, 7 de fevereiro de 1954) é um político e empresário brasileiro.
Recebeu as seguintes condecorações:  Medalha Brigadeiro Tobias Medalha da Defesa Civil Estadual (Cedec-SP) e Cinquentenário do Policiamento Rodoviário da Polícia Militar do Estado de São Paulo Em maio de 2017 tornou-se membro honorário da Academia Araçatubense de Letras. Como prefeito de Araçatuba, ganhou em julho de 2017 o Prêmio Gestão Pública em Comunicação Social do Instituto Veritá.

## Biografia
Até completar a maioridade, Dilador trabalhou na roça. Posteriormente mudou-se para São José do Rio Preto, e ganhou a vida como vendedor de pneus e bancário. Em 1985 muda-se para Araçatuba e é gerente de vendas na Votorantim. Recusando mudar-se para o Nordeste por motivos profissionais, decide abrir empresas do ramo de construção como a Basical e a Cimcal.
Dilador é maçom. Em 2017 declarou em público sofrer de dislexia, condição que pode causar dificuldades em pronunciar corretamente as palavras, em ler rapidamente, em escrever palavras à mão, em subvocalizar palavras, em pronunciar corretamente palavras ao ler em voz alta e em compreender aquilo que se está a ler.

### Carreira política
Iniciou sua carreira política no PPS em 1998. Após um longo período de afastamento no cenário político ressurge em 2007, agora no PSDB. Foi candidato à prefeitura de Araçatuba em 2008, ficando em segundo lugar com 42.232 mil votos. Em 2010 foi candidato a deputado estadual por São Paulo obtendo 62.338 votos, conseguindo ficar como suplente. Em 2012 novamente candidato a prefeito de Araçatuba recebeu 42.807 votos, não se elegendo novamente. Em 2013, com a ida de Bruno Covas para o cargo de Secretário Estadual do Meio Ambiente, assumiu como deputado estadual, e permaneceu no cargo até o final de março de 2014.
Em novembro de 2015 recebeu multa no valor de 81 mil reais do TRE-SP por ter feito propaganda política de forma irregular nas eleições de 2014.

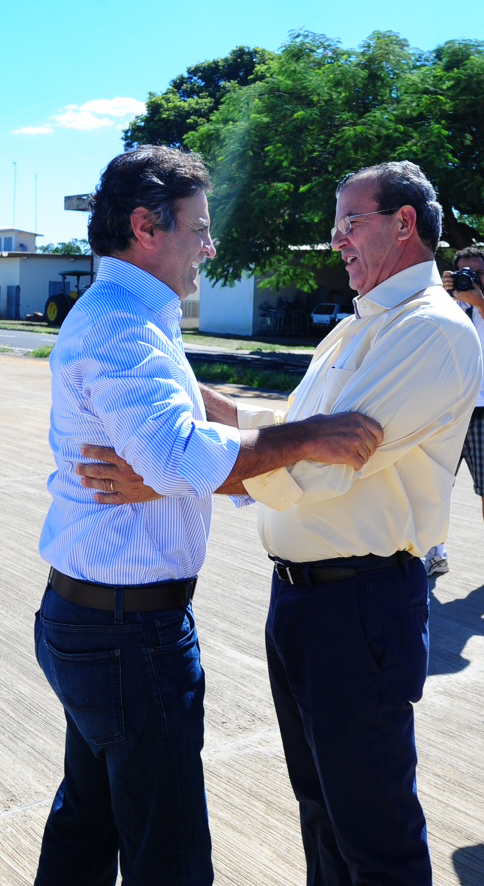
Aécio Neves e Dilador em 2014

Dilador concorreu à prefeitura de Araçatuba na Eleição municipal de 2016, ao lado de sua companheira de chapa Edna Flor (PPS), saindo vencedores com 59,58% dos votos válidos, derrotando os concorrentes Luís Fernando Arruda Ramos (PTB) (vítima fatal de queda de avião em 28 de maio de 2017) e Hélio Consolaro (PT), que obtiveram 38,96% e 1,73%, respectivamente.
Antes de assumir como prefeito de Araçatuba foi para Brasília buscar recursos. Em outubro iniciou a transição de governo fazendo uma visita ao gabinete de Cido Sério, que foi considerada por ambos como histórica
Em 22 de novembro de 2016 anunciou que seu governo seria composto por 15 secretarias divulgando dez nomes. Em 15 de dezembro de 2016 ocorreu sua diplomação, e em 1º de janeiro de 2017 sua posse.
Passado o final do primeiro mandato, reelegeu-se em 2020 com mais de quarenta mil votos, e apoiou na eleição de 2024 seu ex-chefe de gabinete na prefeitura, o coronel reformado da PM Deocleciano Borella Júnior, candidato pelo PSD. Borella encerrou a disputa em terceiro lugar com 26,90% (27.285 votos), e foi superado pelos candidatos Filipe Fornari (PP) e Lucas Zanatta (PL), este vencedor com 35,74% (36.258 votos). 
Em 2025, seis meses depois de encerrar sua gestão como prefeito, oficializou sua desfiliação do PSDB após dezoito anos, e sua adesão ao PSD, colocando-se como pré-candidato a deputado estadual nas eleições de 2026. A filiação contou com um convite do ex-prefeito de São Paulo Gilberto Kassab, presidente da legenda, e foi acompanhada por outras lideranças históricas da agremiação tucana no estado, como Duarte Nogueira e Barjas Negri. 

#### Como prefeito de Araçatuba
2017
Uma das primeiras ações de Dilador no comando da prefeitura de Araçatuba foi exonerar 91 cargos comissionados e cortar 256 funções gratificadas, além de suspender por decreto convocações de aprovados em concurso público onde existem suspeitas de irregularidades e que foram realizadas nos últimos dias de gestão do governante anterior. As convocações do concurso público foram retomadas posteriormente.
Em 10 de janeiro assinou para a liberação de noventa mil reais para a construção de um laboratório de próteses dentárias e 5,4 milhões de reais de recursos para a Santa Casa.
Seu primeiro questionamento junto ao Ministério Público, por suposta improbidade administrativa, foi parcelar uma dívida da secretária de cultura Marly Garcia em 90 vezes, pelo desaparecimento de 8 ares-condicionados quando era diretora de cultura na gestão Maluly Netto. Foi aberta comissão processante na Câmara Municipal, todavia negada pelos vereadores. Posteriormente, Marly foi demitida do cargo.
Em fevereiro anunciou o cancelamento de contratos com as organizações sociais de saúde que prestam serviços ao município, mas afirmou que as empresas poderiam participar de novas licitações se atenderem as adequações impostas pelo novo governo. No entanto, no início de março, a Justiça bloqueou os contatos com as OSS e deu prazo de 180 dias para o prefeito assumir os serviços prestados por essas empresas, devido a suspeitas de improbidade administrativa praticadas na gestão anterior.
A gestão DilaFlor recebeu já no início do mandato diversas críticas da imprensa devido a maneira de lidar com o caos na área da saúde, incluindo a insatisfação dos servidores em relação a condições de trabalho, horas extras, sucateamento de veículos de saúde e da frota do SAMU, carência de medicamentos e privilégios para nomeados de alto escalão.
Ao final de março, recebeu seu segundo questionamento junto ao MP foi em relação a uma suposta acumulação de materiais de saúde em almoxarifado quando em falta na rede, devido a viés político partidário conforme a representação. Dilador nega todas as acusações. Ainda, o Ministério da Saúde do Brasil, deu prazos para a inauguração de Unidades Básicas de Saúde construídas na gestão anterior que ainda não estão em funcionamento. Assinou também para participar do projeto do Governo do Estado de São Paulo: Vida, dê Preferência que visa diminuir o número de mortes no trânsito. Seu número de apadrinhados por indicações políticas era de 121 a um gasto total de 822.505,24 reais.

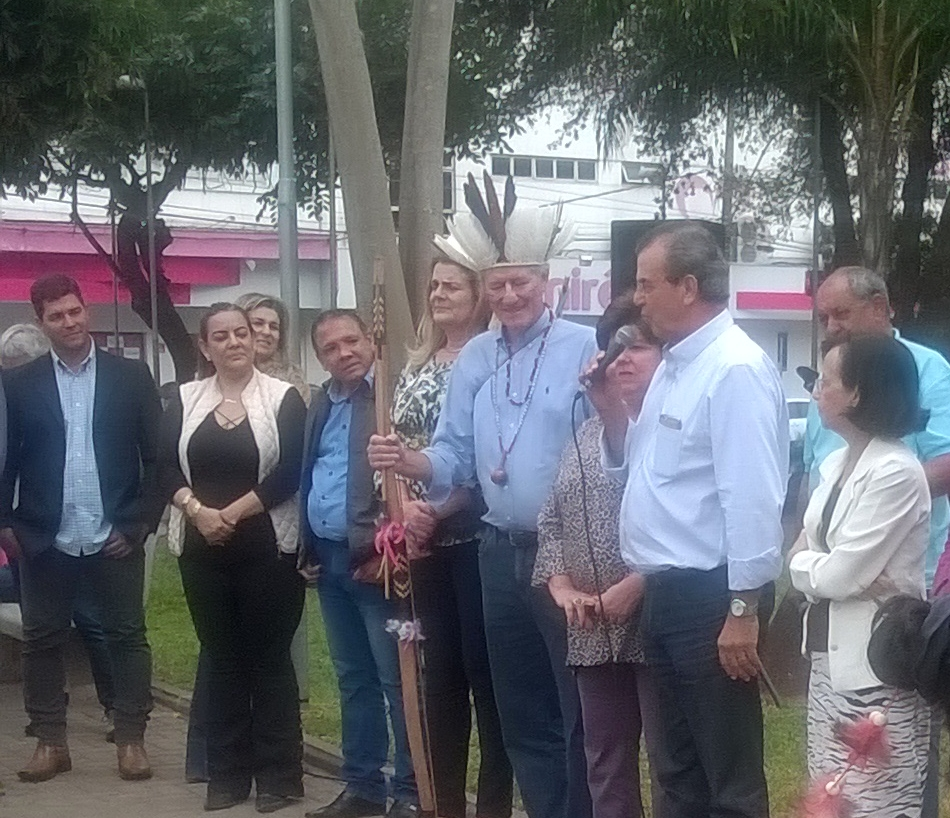
Dilador discursa durante inauguração de escultura em homenagem aos caingangues na Praça Rui Barbosa em 2017

Em 29 de abril anunciou reajuste nos salários dos servidores na porcentagem de 6,6, pago em duas vezes, sendo a metade imediata e a outra parte em outubro. Também informou que o menor salário da prefeitura seria igual ao salário mínimo paulista no valor de 1.076.20 reais. O aumento de salário para prefeito, vice e secretários do governo foi descartado.
Em maio anunciou a retirada da participação de Araçatuba da Virada Cultural Paulista por questões econômicas, após dez anos sequenciais do evento.
Dilador entrou na disputa de um Ambulatório Médico de Especialidades Cirúrgico junto com os municípios de Penápolis e Birigui, oferecendo o espaço do atual Hospital de Mulher para abrigar o serviço.
Em junho recebeu criticas por utilizar o parte do montante de recursos de 1,25 milhão de reais reservados no orçamento do ano com propaganda política veiculada na televisão em horário nobre, sendo que a realidade seria  diferente do que foi mostrado, associado ao descontentamento dos servidores municipais que estariam recebendo ameaças de transferências caso não concordem com algumas ordens.
Dilador neste período promoveu a retirada de trailers de lanches instalados em praças públicas de acordo com determinação do Ministério Público. Todavia, recebeu questionamentos dos comerciantes, muitos deles instalados há muito tempo nestes locais, pela falta de articulação para resolver a questão.
Em julho recebeu o Prêmio Gestão Pública em Comunicação Social do Instituto Veritá, por fazer exemplares campanhas de conscientização e prevenção da população em distintas áreas. A avaliação revelou que a maneira de governar nos três primeiros meses foi considerada ótima. Araçatuba em 3° colocado de 11 municípios  com mais de 100 mil habitantes, em gestão pública..
No início de agosto aderiu ao Programa Calçada Segura do Ministério das Cidades que visa padronizar e garantir a acessibilidade das calçadas em torno dos locais públicos. Dilador conseguiu renovação com a Cetesb por mais 120 dias (já havia sido renovada diversas vezes) para utilizar o espaço do aterro sanitário que já está sobrecarregado e necessita de ampliação e autorização dos órgãos competentes para continuar funcionando. O aterro fica a uma distância de apenas 6 km do aeroporto Dario Guarita, quando o ideal seria de 20 km e são despejados nele 180 toneladas de lixo diariamente.
Em setembro teve várias de suas licitações suspensas pelo Tribunal de Contas do Estado de São Paulo, por terem algum tipo de problema, como na licitação de limpeza de escolas no valor de oito milhões de reais; a da limpeza das ruas da cidade no valor de 10, 7 milhões de reais a da compra de aparelhos de informática. Após duas mortes de crianças por suspeita de picada de escorpião, além de outros casos de internação, anunciou plano de combate ao aracnídeo, denominado "Escorpião? Aqui Não!"
Dilador enviou para a Câmara de Araçatuba proposta de aumento do IPTU em 45% para 2019, mas após críticas enviou nova proposta que reajusta o valor em 20% em 2018 e mais 20% em 2019. Em mais uma mudança, informou que faria o reajuste de 20% para 2018 e para 2019 seria reajustado por critérios científicos. Tentando justificar o aumento em sua conta do Facebook recebeu diversas reclamações. Numa tentativa de aprovação do ajuste na Câmara Municipal, populares e cargos de confiança do prefeito lotaram a casa de leis o que fez o projeto ter sua votação adiada. Recuando novamente Dilador apresentou proposta de 9,29%. O IPTU não é reajustado no município desde 2006. Todavia, em 6 de dezembro fez aumento na taxa de coleta de lixo que é cobrada junto com o IPTU.
2018

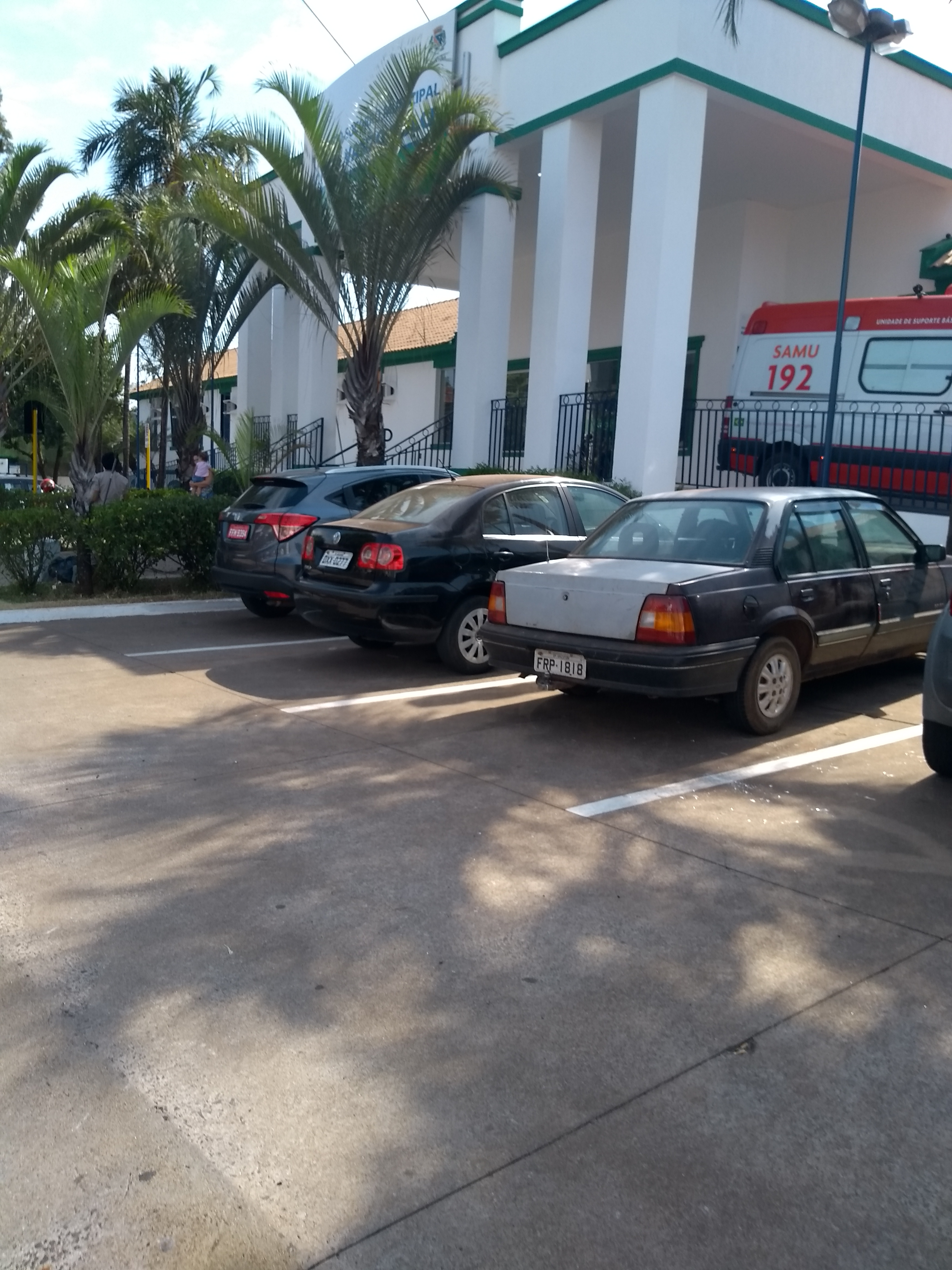
Fachada do pronto-socorro trasferido para a área central por Dilador em 2018

Em 23 de janeiro anunciou a transferência do pronto-socorro municipal para um prédio particular localizado no centro da cidade. Recebeu diversas críticas pois irá pagar aluguel e pelo fato do novo prédio possuir dívidas não pagas com a prefeitura, além da transição não ter sido dialogada com vereadores e com o conselho de saúde local.
No fim de junho anunciou que recebeu aval da agência Desenvolve São Paulo para um financiamento de treze milhões de reais que poderá atingir o valor de vinte milhões de reais (devido aos juros) para o prolongamento da Avenida Pompeu de Toledo, que será paga pela população araçatubense ao longo dos anos.
No fim do ano iniciou a pavimentação da avenida Juscelino Kubitschek e enviou proposta para a Câmara de Vereadores aumentar em 54% o salário de sua vice Edna Flor - proposta esta que foi retirada devido a repercussão popular.
2019
No final de março de 2019, sua gestão propôs a demolição da antiga estação ferroviária - para muitos considerada como histórica, já que ali nasceu o município - localizada na Avenida dos Araçás com a justificativa de melhora na mobilidade urbana da região e pedido antigo de uma loja de departamentos daquela região.
Em 26 de abril, deu inicio as obras na Avenida Pompeu de Toledo que será interligada a Rodovia Marechal Rondon (SP-300), sendo uma obra considerada histórica para o contexto da cidade.
Em agosto foi apontado em relatório da Polícia Federal durante a Operação Tudo Nosso, juntamente com sua vice Edna Flor e o vereador Papinha como integrante do grupo de facilitadores no esquema de desvio de recursos em licitações de empresas associadas ao sindicalista Chinelo (José Avelino Pereira). Dilador nega todas as acusações.
2020
Passados três anos e meio de seu primeiro mandato, Dilador foi candidato à reeleição pelo PSDB na Eleição municipal de 2020 e obteve sucesso no pleito, realizado em 15 de novembro daquele devido à pandemia de COVID-19. Reconduzido ao poder com 41.161 votos, governou a cidade até 31 de dezembro de 2024, quando transferiu o cargo para Lucas Zanatta.
2023
Em maio de 2023 abriu licitação para contratar empresa para a construção de um novo terminal urbano de ônibus de transporte coletivo.Modernizou o site do município incluindo 600 serviços que podem ser realizados de modo totalmente digital.